# Волгодонський дендрарій
Волгодонський дендрарій (Романовський дендрарій) — дендропарк на заході Волгодонська, єдиний степовий дендрарій на Дону. Займає площу 11 га, заснований у 1966 році О.П. Серебцем. У відкритому і закритому ґрунті виростають 240 видів і форм представників середземноморської, європейсько-сибірської, китайсько-японської і північно-американської флори. Дендропарк служить науковою базою Південного федерального університету.

## Історія
У 1966 році влада заснованого в 1950 році Волгодонська за ініціативою заслуженого лісівника РРФСР, директора Романівського механізованого лісового господарства Омеляна Протасовича Скребця виділила 11 гектарів західних земель під облаштунок дендрарію. Рік за роком висаджувалися саджанці різноманітних дерев і чагарників, що належать різним географічним зонам. У середині 1970-х років дендрарій налічував близько 240 видів порід.
Творцям дендропарку необхідно було не тільки виростити в посушливій степовій зоні різноманітні рослини, але і акліматизувати їх. Також перед ботаніками постало завдання підібрати дерева і чагарники, що мають естетично привабливий і ефектний вигляд, щоб згодом прикрасити ними вулиці, алеї, сквери та парки молодого міста.
З розпадом СРСР Волгодонський дендрарій прийшов в занепад. Територія перестала охоронятися, багато унікальних дерев вирубано вандалами, в заповідній зоні влаштовувалися численні пікніки, відбувалося поступове засмічення дендропарку. У 2006 році Адміністрацією Ростовської області прийнято постанову № 418, в якому 70 об'єктів, включаючи Волгодонський дендрарій, оголошені особливо охоронюваними природними територіями. Зусиллями громадських організацій та міської адміністрації територію парку розчищено і упорядковано.
В липні 2016 року згідно з новими нормами і вимогами, що пред'являються природним пам'яткам, Волгодонський дендрарій виключено з переліку природних пам'яток Ростовської області. Доводи експертів були наступні: виникла ситуація, за якої об'єкт, що підлягає особливій охороні, не потребує особливої охорони на обласному рівні — розташований на території міських лісів; як штучна екосистема не в повній мірі відповідає категорії «пам'ятка природи» – це категорія «дендрологічні парки і ботанічні сади», може бути рекомендований до реорганізації як особливо охоронювана природна територія «охоронюваний об'єкт місцевого значення». За інформацією співробітника профільного міністерства Максима Огарьова вже те, що дендропарк відноситься до категорії міських лісів, ставить його під ефективний захист лісоохоронного законодавства, яке ще жорсткіше регламентує правила збереження зеленого багатства».

## Опис
Роботи Волгодонського (Романовського) дендрарію допомогли акліматизувати і впровадити в міське зелене господарство багато нових видів стійких в посушливому степу і швидкозростаючих рослин. У центральній частині дендрарію закладений розарій, освоєно 150 сортів чайно-гібридних троянд. Дендрарій став науковою базою Ростовського університету. З 1966 року працівники дендрарію на громадських засадах відкрили музей степового лісорозведення, який відвідали понад 150 тисяч осіб.
У дендропарку росте чотири види рослин, включених до Червоної книги Ростовської області: ялівець козацький, клен гостролистий, ліщина звичайна, в'яз, два види включені до Червоної книги Росії: сосна кримська, кизильник блискучий.